# Nyssiodes olgaria
Nyssiodes olgaria är en fjärilsart som beskrevs av Charles Oberthür 1880. Nyssiodes olgaria ingår i släktet Nyssiodes och familjen mätare. Inga underarter finns listade i Catalogue of Life.